# Stazione di Piazza al Serchio
La stazione di Piazza al Serchio è situata sulla ferrovia Lucca-Aulla e rappresenta il capolinea orientale per i servizi ferroviari che gravitano sulla Garfagnana.

## Storia

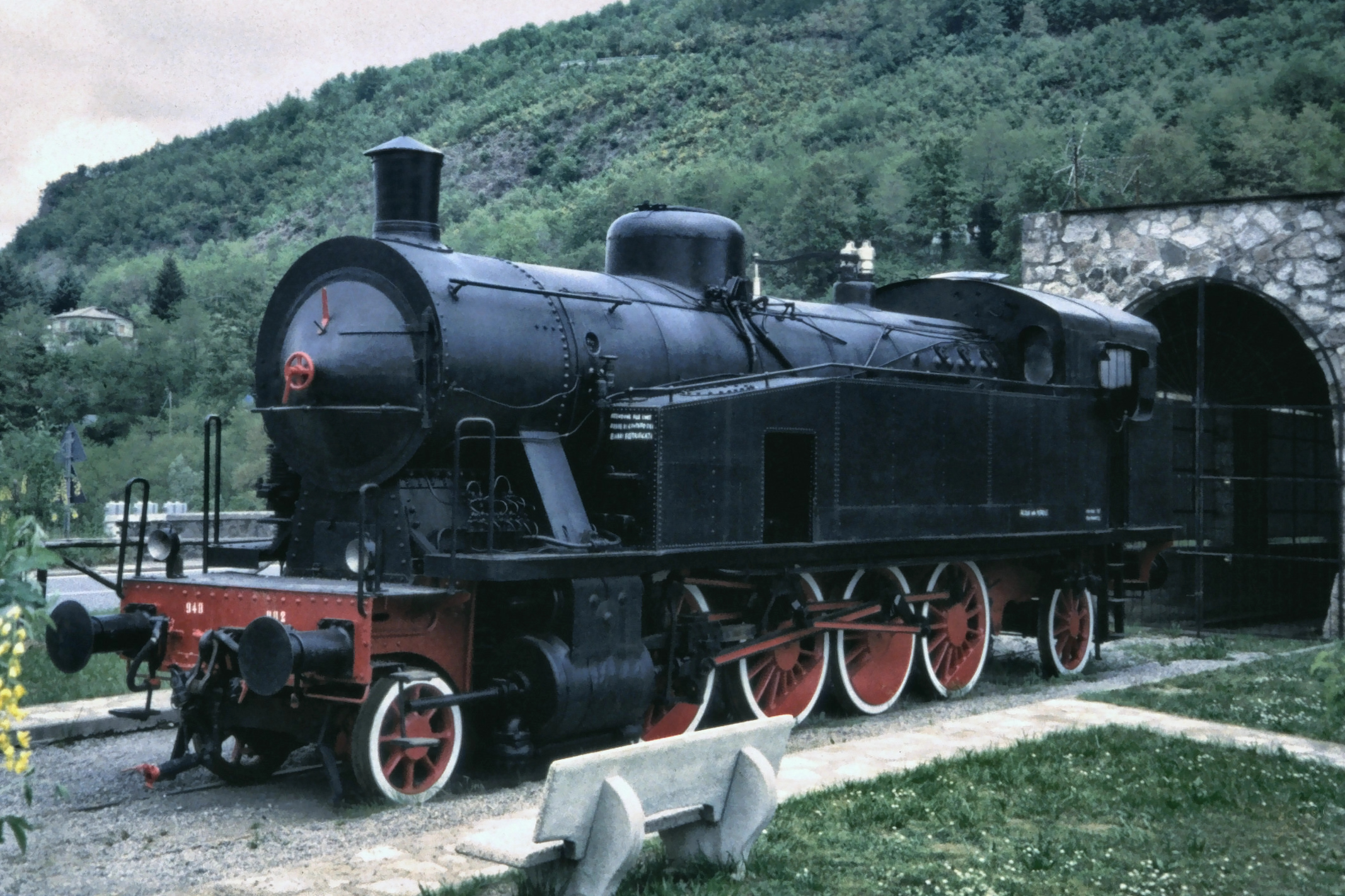
Locomotiva monumento FS 940 002 (OM, 1922).

Inaugurata il 21 aprile 1940 contestualmente alla tratta di collegamento da Castelnuovo di Garfagnana, la stazione sorge nella parte bassa di Piazza al Serchio, ad un'altitudine di circa 500 m s.l.m.

## Strutture e impianti
Per lo stazionamento dei treni è presente uno scalo lato Aulla, mentre per il servizio passeggeri sono disponibili 3 binari dotati di marciapiede.
Lo scalo merci presentava una rimessa per il materiale rotabile, poi riutilizzata per il ricovero della automotrici Trenitalia, ed una torre per il rifornimento dell'acqua delle locomotive a vapore, che disponevano inoltre di una piattaforma da 15 metri per la giratura.
Fra gli aspetti ferroviari degni di nota si rimarca l'accesso alla galleria del Lupacino e la presenza della locomotiva a vapore FS 940.002 conservata come monumento.

## Movimento
La stazione è servita dalle corse svolte da Trenitalia nell'ambito del contratto di servizio con la Regione Toscana, costituendo località di origine di alcuni servizi diretti a Lucca e Pisa.

## Servizi
L'impianto funge inoltre da nodo di interscambio con i servizi su gomma trasporto pubblico locale gestiti da Autolinee Toscane.
Oltre i servizi igienici nel fabbricato viaggiatori è ospitato un bar buffet. Completano la dotazione di servizi alcune distributrici automatiche per l'emissione dei titolo di viaggio regionali.